# Aldona
Aldona – imię żeńskie, pochodzi ono od staropruskiego miana Aldegut lub białoruskiego Ałdonia, będącego przekształceniem greckiego imienia Eudokia (Eudocja). Nosiło je wiele księżniczek litewskich wydawanych za polskich książąt (głównie mazowieckich).
Aldona imieniny obchodzi: 1 marca, 10 września i 11 października.
Odpowiedniki w innych językach:
- wł. – Aldonia

Znane osoby noszące imię Aldona:
- Aldona Dąbrowska – polska piosenkarka i autorka tekstów
- Aldona Anna Giedyminówna (ok. 1310–1339) – królowa Polski, żona Kazimierza Wielkiego
- Aldona Jankowska (ur. 1964) – polska aktorka
- Aldona Kamela-Sowińska (ur. 1950) – polska ekonomistka i działaczka polityczna
- Aldona Młyńczak (ur. 1958) – polska polityk
- Aldona Nawrocka-Woźniak (ur. 1977) – polska kompozytorka
- Aldona Orman (ur. 1968) – polska aktorka
- Aldona Kmieć (ur. 1977) – polska artystka fotografik
- Aldona Mickiewicz (ur. 1959) – polska artystka malarka